# Kanton Saint-André-les-Vergers
Der Kanton Saint-André-les-Vergers ist ein französischer Wahlkreis im Département Aube in der Region Grand Est. Er umfasst fünf Gemeinden im Arrondissement Troyes. Durch die landesweite Neuordnung der französischen Kantone wurde er 2015 neu geschaffen.

## Gemeinden
Der Kanton besteht aus fünf Gemeinden mit insgesamt 24.679 Einwohnern (Stand: 1. Januar 2022) auf einer Gesamtfläche von 45,26 km²:
| Gemeinde                       | Einwohner 1. Januar 2022 | Fläche km² | Dichte Einw./km² | Code INSEE | Postleitzahl |
| ------------------------------ | ------------------------ | ---------- | ---------------- | ---------- | ------------ |
| La Rivière-de-Corps            | 3.681                    | 7,26       | 507              | 10321      | 10440        |
| Rosières-près-Troyes           | 4.866                    | 6,23       | 781              | 10325      | 10430        |
| Saint-André-les-Vergers        | 12.695                   | 5,86       | 2.166            | 10333      | 10120        |
| Saint-Germain                  | 2.402                    | 13,80      | 174              | 10340      | 10120        |
| Torvilliers                    | 1.035                    | 12,11      | 85               | 10381      | 10440        |
| Kanton Saint-André-les-Vergers | 24.679                   | 45,26      | 545              | 1010       | –            |

## Politik
| Vertreter im Departementrat | Vertreter im Departementrat                | Vertreter im Departementrat |
| Amtszeit                    | Namen                                      | Partei                      |
| --------------------------- | ------------------------------------------ | --------------------------- |
| 2015–                       | Alain Balland Véronique Saublet Saint-Mars | UD                          |